# Trafiek
Een trafiek was een pre-industrieel veredelingsbedrijf, waar plantaardige of minerale grondstoffen, vaak van exotische herkomst, werden geraffineerd en/of gemengd (tot een melange). Trafieken produceerden doorgaans niet rechtstreeks voor de consument, maar verkochten de halffabricaten die zij maakten aan handelaren. Voorbeelden van trafieken waren zout- en zeepziederijen, oliemolens, koffiebranderijen en tabakskerverijen. Door de aanwezigheid van molens, persen, ovens en dergelijk waren trafieken kapitaalsintensieve bedrijven, die vaak werden gefinancierd door grote handelaren.